# Bondepartiet (Island, 1913)
 For alternative betydninger, se Bondepartiet (flertydig). (Se også artikler, som begynder med Bondepartiet)
Bondepartiet (islandsk: Bændaflokkurinn) var et islandske politisk parti, der repræsenterede landbrugernes interesse. Det gik i 1916 sammen med de Uafhængige bønder og dannede Fremskridtspartiet. Partiet blev etableret i 1913 af udbrydere fra Sambandspartiet.

## Historie
I 1912 havde størstedelen af de to hovedmodstandere i islandsk politik, Selvstændighedspartiet og Hjemmestyrepartiet, forenet sig i Sambandspartiet under ledelse af Hjemmestyrepartiets førstemand Hannes Hafstein for i fællesskab at løse den islandske forfatningssag. Det nye samlingsparti havde 31 af Altingets 40 pladser. Sambandspartiet blev imidlertid allerede året efter splittet i tre fraktioner, da en del af Hafsteins tidligere partifæller genetablerede Hjemmestyrepartiet, mens en gruppe af tingmænd valgt i landkredse etablerede Bondepartiet. Senere på året lykkedes det Hannes Hafstein at genforene sin egen fraktion, Hjemmestyrepartiet og halvdelen af Bondepartiet. Fire tingmænd fortsatte imidlertid Bondepartiet under ledelse af Ólafur Briem.

## Valg og opløsning
Ved det landsdækkende suppleringsvalg til de seks hidtidige kongevalgte pladser i Altinget i august 1916 fik partiet 7.5% af stemmerne, hvilket var langt fra at give et mandat. I altingsvalget oktober 1916 fik det 8.8% af stemmerne, hvilket gav fire mandater i Altingets nedre del, og et i dets øvre. Bondepartiet og de Uafhængige Bønder gik 16. december sammen i Fremskridtspartiet, der siden har repræsenteret den islandske landbefolknings interesser. Ólafur Briem blev det nye partis første grupperformand og leder frem til 1920.

## Baggrund
Bondepartiet var det første egentlige klasseparti i Island. Da det dannedes stod det klart, at forfatningssagen og spørgsmålet om Islands tilknytning til Danmark var nær en endelig løsning, hvilket gav plads til andre politiske spørgsmål. Samtidig var landbefolkningen takket være den nyligt organiserede andelsbevægelse blevet involveret i handel og havde fået en interesse i offentlige infrastrukturforbedringer og bedre skolegang, hvor bøndernes repræsentanter tidligere blot havde ønsket at holde de offentlige udgifter - og dermed skattetrykket - så langt nede som muligt.
Det hidtil meget statiske islandske samfund gennemgik en omfattende modernisering i begyndelsen af det 20. århundrede, hvor landbefolkningen i stigende grad kom i kontakt med verden udenfor deres hjemegn og ønskede at præge samfundsudviklingen. Samtidig blev bønderne bevidste om, at deres økonomiske og politiske interesser i mange tilfælde ikke flugtede med borgerskabet i Reykjaviks. Hidtil havde kampen for selvstændighed overskygget alt andet, men da denne nærmede sig sin afslutning, tog andre politiske skillelinjer efterhånden over, herunder den mellem land og by.